# Antoni Nadal i Soler
Antoni Nadal i Soler (Palma, 1958) és un escriptor mallorquí, destacat en poesia i assaig.
Com a poeta, va ser un dels organitzadors de les Mostres de Poesia Jove (1976-1982) a l'embrionària Universitat de les Illes Balears i cofundador de la revista L'Ombra Vessada (1979-1981). S'ha autoeditat algunes plaguetes i ha publicat diversos reculls.
Com a assagista, és autor d'obres sobre la transició política, el moviment obrer i la història de la literatura a Mallorca. Ha publicat, també, nombrosos articles i estudis en revistes com Lluc, Estudis Baleàrics, Randa i Llengua i Dret.
Va col·laborar en la sèrie Memòria Civil. Mallorca en guerra (1986-1989), en la Gran enciclopèdia de Mallorca i en el Diccionari del teatre a les Illes Balears.

## Obra
- Poesia
  - Dies d'estiu (1993).
  - Deute de natura (1999).
  - Estats d'inquietud. Obra poètica (2015).

- Teatre
  - Santiago Salvador, l'anarquista del Liceu (2009).

- Narrativa
  - El cor del sol (2024).

- Assaig
  - El 1r de Maig a Palma (1890-1936) (1988).
  - El 1r de Maig a Mallorca (1937-1989) (1990).
  - Literatura obrerista a Mallorca (1900-1936), amb Aina Perelló (1993).
  - El procés autonòmic balear (1976-1987), amb Roberto Mosquera (1994).
  - Teatre modern a Mallorca (1998).
  - La preautonomia balear (1975-1983) (1999).
  - El teatre mallorquí del segle XX (2002).
  - L'autonomia balear (1983-2003), amb Antoni Marimon (2003).
  - Llorenç Villalonga polemista, amb Roberto Mosquera (2005).
  - Estudis sobre el teatre català del segle XX (2005).
  - El teatre mallorquí del segle XIX (2007).
  - Crònica del Divuit de Juliol a Palma (1937-1977) (2007).
  - Anecdotari teatral mallorquí (1880-1936) (2010).
  - Mots, drings, sons: Iniciació a la poesia de Bartomeu Fiol, amb Roberto Mosquera (2014).
  - El lleure a Mallorca en la Guerra Civil (2014).
  - Rituals obrers i avalots estudiantils a Mallorca (1890-1980) (2015).
  - Teatre, circ, titelles: Quinze estudis d'història de les arts escèniques (2017).
  - Històries de les arts escèniques a les Balears (2019).
  - El socialisme a les Balears (1848-1977), amb David Ginard i Féron (2019).
  - Bartomeu Colom i Pastor: Perfil d'un home cívic (2021).
  - El teatre mallorquí: Segles XIX-XXI (2021).
  - La cultura socialista a les Balears (1892-1936) (2022)

- Traducció
  - Todo es fragmento, nada es enteramente, de Bartomeu Fiol, amb Roberto Mosquera (2007).
  - Els germans corsos, d'Alexandre Dumas (2017).
  - Cantilenes amb gelatina, de Boris Vian (2019).
  - Els morts manen, de Vicente Blasco Ibáñez, amb Mateu Sastre Juan (2022).
  - Les cebes de la fortuna, d'Yvon Mauffret (2022).
  - Panells d'Infern i altres poemes, de José Coronel Urtecho, amb Miquel Llull (2023).